# 萊諾拉鎮區 (北達科他州格里格斯縣)
萊諾拉鎮區（英語：Lenora Township）是位於美國北達科他州格里格斯縣的一個鎮區。

## 地方資料
萊諾拉鎮區的面積為91.28平方千米，當中陸地面積為90.10平方千米，而水域面積為1.28平方千米。根據2020年美國人口普查的數據，當地共有人口54人，而人口密度為每平方千米0.59人。